# Sebald Wirz
Sebald Wirz (* 20. Mai 1887 in Düsseldorf; † 28. Mai 1915 an der Westfront) war ein deutscher Maler.

## Leben
Sebald Wirtz studierte Malerei an der Kunstakademie Düsseldorf. Dort war er Meisterschüler von Adolf Münzer. Für die Große Kunstausstellung Düsseldorf 1913 entwarf er das 86,3 × 62,8 cm große Ausstellungsplakat (Lithografie). Im Ersten Weltkrieg war er Leutnant in einem bayerischen Reserve-Infanterie-Regiment. Er fiel an der Westfront im Alter von 28 Jahren. Eine Gedächtnisausstellung fand 1916 in Düsseldorf statt. Dabei wurden auch seine Bleistiftzeichnungen vom Kriegsschauplatz gezeigt.